# Подколзін Євген Миколайович
Подко́лзін Євге́н Микола́йович (* 18 квітня 1936 — † 19 червня 2003 Москва) — радянський (російський) військовий діяч, шістнадцятий та останній Командувач Повітряно-Десантних Військ СРСР, перший командувач Повітряно-десантних військ Росії, генерал-полковник.

## Біографія
Народився 18 квітня 1936 року в селищі Лепсинськ Андріївського району Алма-Атинської області (нині сіло Лепсинськ Алакольського району Алматінськой області Республіки Казахстан).
У 1958 році закінчив Алма-Атинське вище військове загальновійськове командне училище. Після його закінчення командував взводом, окремою розвідувальною ротою гвардійської повітряно-десантної дивізії, парашутно-десантним батальйоном.
З 1970 по 1973 рік — слухач Військової академії ім. М. В. Фрунзе.
Після закінчення академії — командир полку (1973—1974). З 1974 року — заступник командира, з 1976 по 1981 рік — командир 76-ї гвардійської Чернігівської Червонопрапорної повітряно-десантної дивізії.
З 1980 по 1982 — слухач Військової академії Генерального штабу Збройних Сил СРСР ім. К. Є. Ворошилова.
З 1982 року перший заступник начальника штабу, а з 1986 року — начальник штабу ПДВ — перший заступник командувача ПДВ. З серпня 1991 до 10 грудня 1996 року — Командувач Повітряно-десантних військ Росії.
Після звільнення з лав Збройних сил — заступник директора ЗАТ «Науково-виробничий комплекс реалізації проектів конверсії» (м. Москва), член Ради директорів Центру інвестиційних проектів і програм при Міністерстві економіки Російської Федерації.
Помер у ніч на 19 червня 2003 року в московському військовому шпиталі після перенесеної операції.